# EMS One Katowice
EMS One Katowice var en Counter Strike:Global Offensive turnering som hölls i Katowice, Polen 2014. Turneringen hade en prispott på 250 000 dollar. Med den summan så delar turneringen första plats som den största någonsin i CS tillsammans med Dreamhack Winter 2013.
Hemmahoppet Virtus Pro vann turneringen helt obesegrade efter att ha slagit bl.a. Titan och LGB, samt Ninjas in Pyjamas i finalen. EMS One var den första turneringen som polackerna vann efter att ha bytt från CS 1.6 till Global Offensive. Besvikelserna från turneringen var att favorittippade Titan åkte ut i gruppspelet samt att DHW 13 vinnarna Fnatic förlorade i kvartsfinalen mot ett annat svensklag i from av LGB. Virtus Pro vann dock till slut rättvist.
De 8 bästa lagen från Dreamhack var direktkvalificerade till turneringen. Resterande 8 fick kvala sig fram till turneringen. Ett av de kvalande lag var Virtus Pro.
Turneringen innehöll 3 lag från Sverige, 3 från Danmark, 3 från Frankrike, 2 från USA, 2 från Ukraina/OSS, 1 från Polen, 1 från Australien
och 1 från Tyskland.

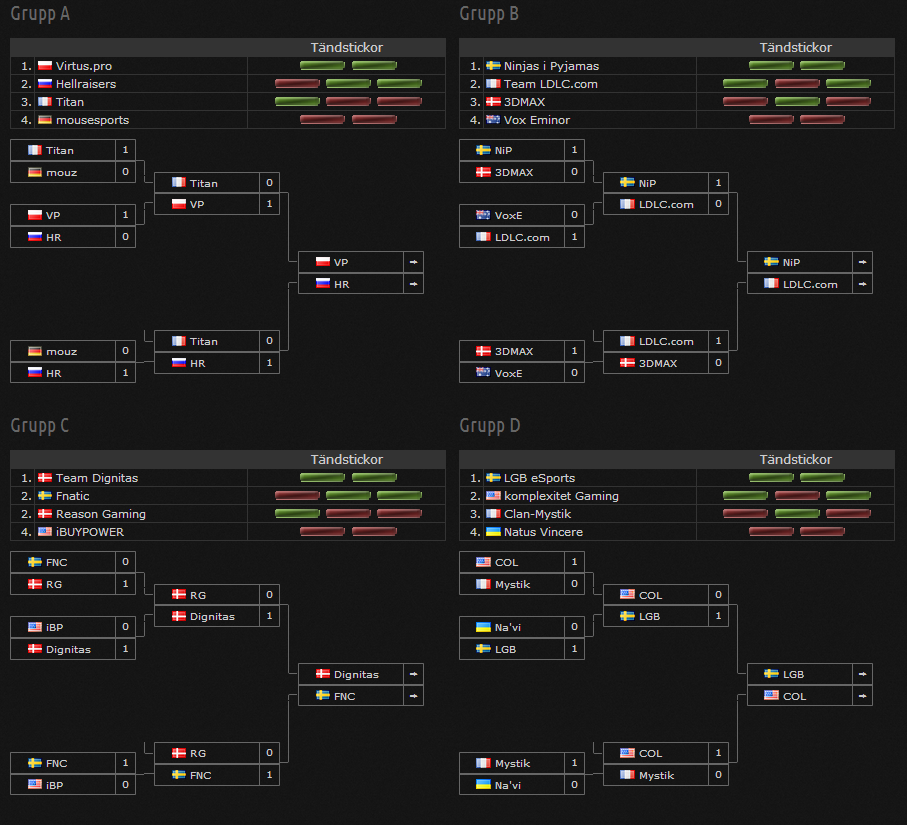
Gruppspel

Turneringen var den populäraste CS turneringen någonsin i from av tittarantal.
Inför turneringen så släpptes det lag klistermärken som man kunde sätta på sina vapen i spelet. Inkomsterna från dessa klistermärken gick direkt till de deltagande lagen.

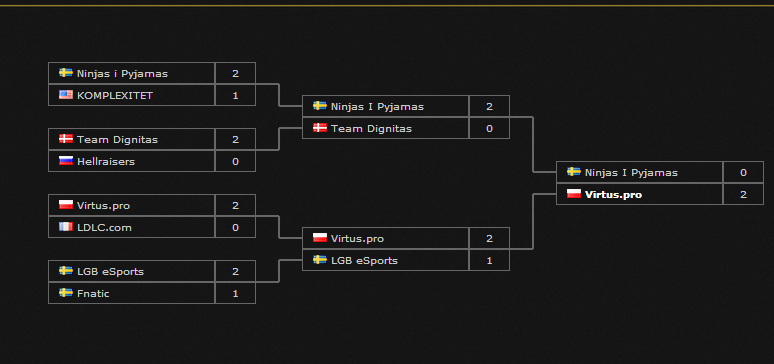
Slutspel